# Nova Venécia
Nova Venécia este un oraș în statul Espírito Santo (ES) din Brazilia.